# Erik Cais
Erik Cais (Zlín, 5 agosto 1999) è un pilota automobilistico ceco, il suo attuale co-pilota è Igor Bacigál. Suo padre è Miroslav Cais, un ex ciclista.

## Carriera
Nel 2018 arriva il suo debutto nel rally, corre nel campionato nazionale, prima con la Opel Adam e poi con la Peugeot 208 R2.
L'anno successivo esordisce nel Campionato europeo rally al volante della Ford Fiesta R2T19, dove conclude secondo nella classe ERC3 e riceve dal presidente FIA, Jean Todt il premio TALENT OF THE YEAR FIA CEZ.
Nel 2020, fini undicesimo nella classe principale del ERC e quinto nella categoria junior. Mentre nel 2021 finisce sesto nella classe principale arrivando a punti in cinque gare sulle sette disputate.

### WRC

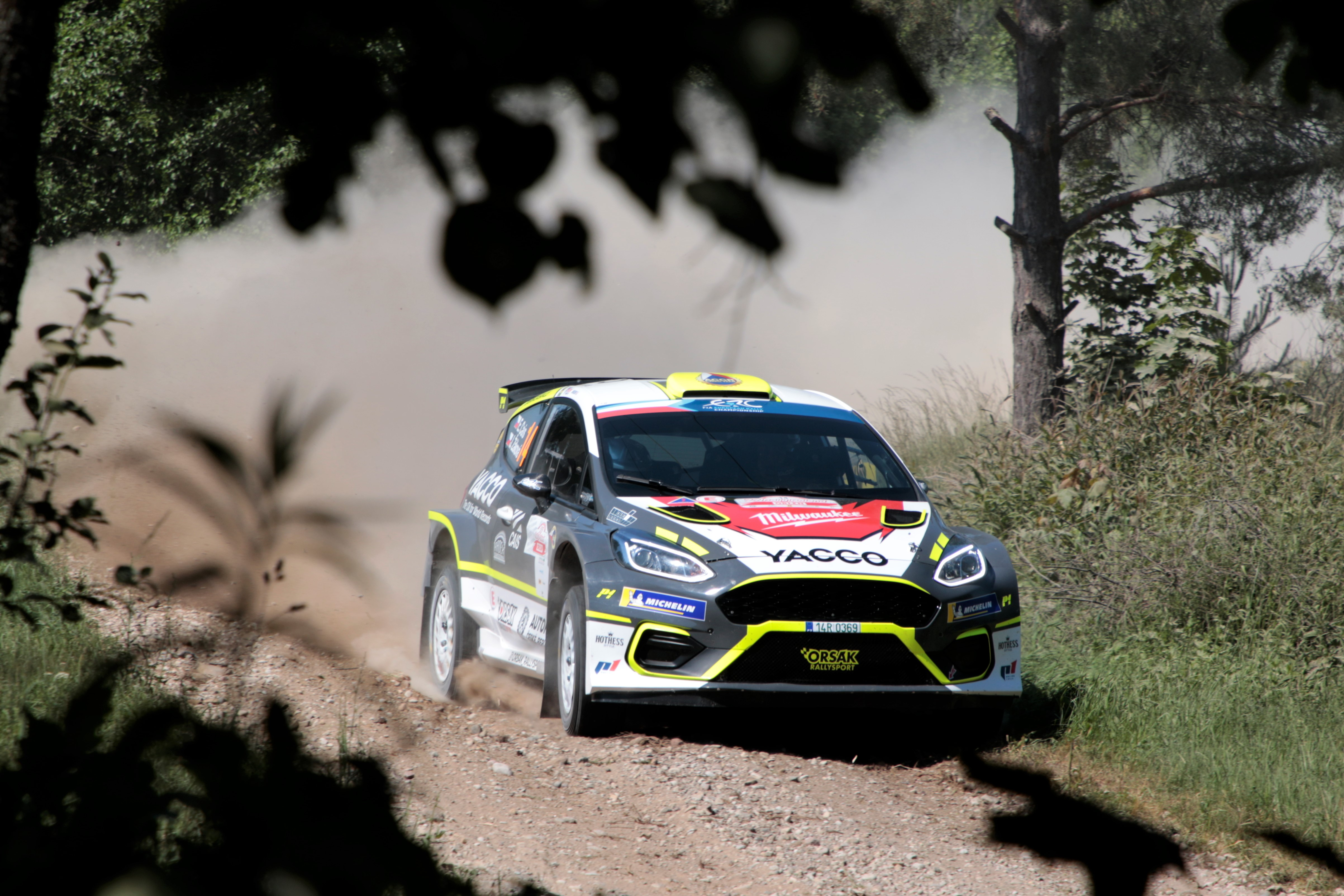
Erik Cais nel 2021 al Rally di Polonia

Nel 2021, Cais debutta nel Campionato del mondo rally al Rally di Catalogna guidando una Ford Fiesta Rally2, chiude terzo nella classe WRC2.
Nel dicembre del 2021 dopo aver effettuato dei test con la Ford, Cais annuncia che l'anno successivo competerà nel intero Campionato del mondo rally con il Team Yacco ACCR a guida sempre della Ford Fiesta Rally2. Nel Rally di Monte Carlo chiude secondo nella classe WRC2 e conquista i suoi primi punti nella classe WRC arrivando nono in classifica generale.

## Vittorie nel WRC-2 Junior
| # | Stagione | Evento               | Co-pilota     | Auto               | Squadra         |
| - | -------- | -------------------- | ------------- | ------------------ | --------------- |
| 1 | 2022     | Rally di Monte Carlo | Petr Těšínský | Ford Fiesta Rally2 | Yacco ACCR Team |

## Risultati

### Risultati nel WRC
| 2021 | Scuderia  | Vettura            |  |  |  |  |  |  |  |  |  |  |    |  |  |  |  |  | Punti | Pos. |
| ---- | --------- | ------------------ |  |  |  |  |  |  |  |  |  |  | -- |  |  |  |  |  | ----- | ---- |
| 2021 | Movisport | Ford Fiesta Rally2 |  |  |  |  |  |  |  |  |  |  | 13 |  |  |  |  |  | 0     |      |

| 2022 | Scuderia        | Vettura            |   |  |    |    |     |  |  |  |  |  |  |  |  |  |  |  | Punti | Pos. |
| ---- | --------------- | ------------------ | - |  | -- | -- | --- |  |  |  |  |  |  |  |  |  |  |  | ----- | ---- |
| 2022 | Yacco ACCR Team | Ford Fiesta Rally2 | 9 |  | 14 | 42 | Rit |  |  |  |  |  |  |  |  |  |  |  | 2     | 30º  |

| 2023 | Scuderia | Vettura               |    |  |  |    |    |    |  |  |  |  |  |    |  |  |  |  | Punti | Pos. |
| ---- | -------- | --------------------- | -- |  |  | -- | -- | -- |  |  |  |  |  | -- |  |  |  |  | ----- | ---- |
| 2023 |          | Škoda Fabia RS Rally2 | 12 |  |  | 44 | 34 | 10 |  |  |  |  |  | 11 |  |  |  |  | 1     | 27º  |

| Legenda | 1º posto | 2º posto | 3º posto | A punti | Senza punti | Ritirato | Squalificato | NP=Non partito C=Gara cancellata | Apice=Power stage |

### Risultati nel WRC-2
| 2021 | Scuderia  | Vettura            |  |  |  |  |  |  |  |  |  |  |   |  |  |  |  |  | Punti | Pos. |
| ---- | --------- | ------------------ |  |  |  |  |  |  |  |  |  |  | - |  |  |  |  |  | ----- | ---- |
| 2021 | Movisport | Ford Fiesta Rally2 |  |  |  |  |  |  |  |  |  |  | 3 |  |  |  |  |  | 18    | 14º  |

| 2022 | Scuderia        | Vettura            |   |  |   |    |     |  |  |  |  |  |  |  |  |  |  |  | Punti | Pos. |
| ---- | --------------- | ------------------ | - |  | - | -- | --- |  |  |  |  |  |  |  |  |  |  |  | ----- | ---- |
| 2022 | Yacco ACCR Team | Ford Fiesta Rally2 | 2 |  | 8 | 20 | Rit |  |  |  |  |  |  |  |  |  |  |  | 22    | 18º  |

| 2023 | Scuderia | Vettura               |   |  |  |  |    |   |  |  |  |  |  |   |  |  |  |  | Punti | Pos. |
| ---- | -------- | --------------------- | - |  |  |  | -- | - |  |  |  |  |  | - |  |  |  |  | ----- | ---- |
| 2023 |          | Škoda Fabia RS Rally2 | 4 |  |  |  | 23 | 6 |  |  |  |  |  | 2 |  |  |  |  | 38    | 11º  |

| Legenda | 1º posto | 2º posto | 3º posto | A punti | Senza punti | Ritirato | Squalificato | NP=Non partito C=Gara cancellata | Apice=Power stage |

### Risultati nel WRC-2 Junior/WRC-2 Challenger
| 2022 | Scuderia        | Vettura            |   |  |   |   |     |  |  |  |  |  |  |  |  |  |  |  | Punti | Pos. |
| ---- | --------------- | ------------------ | - |  | - | - | --- |  |  |  |  |  |  |  |  |  |  |  | ----- | ---- |
| 2022 | Yacco ACCR Team | Ford Fiesta Rally2 | 1 |  | 4 | 6 | Rit |  |  |  |  |  |  |  |  |  |  |  | 45    | 11º  |

| 2023 | Scuderia | Vettura               |   |  |  |    |    |   |  |  |  |  |  |   |  |  |  |  | Punti | Pos. |
| ---- | -------- | --------------------- | - |  |  | -- | -- | - |  |  |  |  |  | - |  |  |  |  | ----- | ---- |
| 2023 |          | Škoda Fabia RS Rally2 | 3 |  |  | 12 | 17 | 3 |  |  |  |  |  | 2 |  |  |  |  | 48    | 9º   |

| Legenda | 1º posto | 2º posto | 3º posto | A punti | Senza punti | Ritirato | Squalificato | NP=Non partito C=Gara cancellata | Apice=Power stage |

### Risultati nel ERC
| Anno | Team                    | Auto                  | 1       | 2      | 3       | 4       | 5       | 6      | 7      | 8     | Punti | Pos |
| ---- | ----------------------- | --------------------- | ------- | ------ | ------- | ------- | ------- | ------ | ------ | ----- | ----- | --- |
| 2019 | ACCR Czech Rally Team I | Ford Fiesta R2T19     | AZO 17  | CAN    | LIE Rit | POL 21  | RMC 17  | BRM 11 | CYP 15 | HUN 8 | 4     | 41° |
| 2020 | Yacco ACCR Team         | Ford Fiesta Rally2    | RMC 37  | LIE 11 | FFM 6   | HUN 8   | CAN 34  |        |        |       | 36    | 11° |
| 2021 | Yacco ACCR Team         | Ford Fiesta Rally2    | POL 9   | LIE 8  | RMC 10  | BRM Rit | AZO Rit | FFM 7  | HUN 7  | ESP   | 59    | 6°  |
| 2022 | Yacco ACCR Team         | Ford Fiesta Rally2    | SFF Rit | AZO    | CAN     | POL     | LIE     | RMC    | BRM 4  | UNG   | 19    | 18° |
| 2023 | Yacco ACCR Team         | Škoda Fabia RS Rally2 | SER Rit | ISO    | POL 9   | LIE 12  | SCA     | ROM    | BAR 7  | UNG 6 | 11°   | 45  |
| 2024 | ACCR Orsák Rally Sport  | Škoda Fabia RS Rally2 | UNG 5   | ISO 14 | SCA     | EST     | ROM 37  | BAR 31 | CER    | SIL   | 11°   | 44  |